# Кудряшов, Андрей Алексеевич
Андре́й Алексе́евич Кудряшо́в (10 июля 1991, Балаково, Саратовская область, РСФСР, СССР — 18 мая 2024, Тольятти, Самарская область, Россия) — российский спидвейный мотогонщик. Чемпион мира среди юниоров в командном зачёте, чемпион России в личном и командном зачетах. Бронзовый призёр Кубка мира в составе сборной России.

## Карьера
Родился 10 июля 1991 года в Балаково Саратовской области, где и начал спидвейную карьеру под руководством тренера Евгения Леошкина. По 2006 г. — в СТМК «Турбина», с 2007 г. — в СК «Турбина», в составе которого и выиграл чемпионства во всех трех юниорских зачетах — личном, парном и командном.
29 мая 2008 года дебютировал в КЧР в гонке «Турбины» против «Востока».
В составе «Турбины» трижды стал чемпионом страны (2009, 2011, 2012). В 2012 году выиграл личный чемпионат среди юниоров, а в следующем 2013 году стал серебряным призёром ЛЧР, опередив в дополнительном заезде Рената Гафурова.
С 2010 года в Польше в тренировочной группе «funny team» под руководством польского тренера Михала Видеры. С этого же года участвовал в розыгрышах Командного чемпионата Польши в командах первой и второй лиг.
В 2013 году ввиду отказа лидеров сборной России от участия в ККМ стал капитаном сборной России, с тех пор ежегодно вызывался в состав сборной и в 2017 году вместе с командой завоевал бронзовые медали Кубка мира.
В 2015 году стал чемпионом страны в личном зачёте, а перед сезоном 2016 г. перешёл в тольяттинскую «Мега-Ладу». В 2017, 2018 и 2019 годах снова выигрывал личный чемпионат страны.
В 2020 году выступал только в польской лиге, в 2021 году вернулся в «Турбину».

### Болезнь, завершение карьеры и смерть
В 2023 году вынужден завершить карьеру из-за проблем со здоровьем. Был поставлен диагноз — плоскоклеточный рак кожи. Позднее ему ампутировали левую ногу.
Скончался 18 мая 2024 года в Тольятти Самарской области после продолжительной болезни.
Прощание с гонщиком состоялось 20 мая в Тольятти, 21 мая — на родине в Балаково. Похоронен 21 мая 2024 года на кладбище в селе Быков Отрог Балаковского района Саратовской области.

### Среднезаездный результат
| Лига          | 2008          | 2009          | 2010          | 2011                | 2012            | 2013             | 2014             | 2015                 | 2016                 | 2017                 | 2018              | 2019               | 2020                       | 2021               |
| ------------- | ------------- | ------------- | ------------- | ------------------- | --------------- | ---------------- | ---------------- | -------------------- | -------------------- | -------------------- | ----------------- | ------------------ | -------------------------- | ------------------ |
| Флаг России   | 0,737 Турбина | 1,517 Турбина | 1,974 Турбина | 1,829 Турбина       | 2,022 Турбина   | 2,000 Турбина    | 2,100 Турбина    | 2,413 Турбина        | 2,306 Мега-Лада      | 2,333 Мега-Лада      | 2,432 Мега-Лада   | 1,927 Мега-Лада    | -                          | 2,171 Турбина      |
| (I)           | -             | -             | -             | 1,000 ГТЗ Грудзендз | -               | 1,463 КМЗ Люблин | 1,466 КМЗ Люблин | 1,789 Полония Быдгощ | 2,053 Полония Быдгощ | 1,807 Полония Быдгощ | 1,760 Ожель Лодзь | 1,429 Старт Гнезно | 1,656 Локомотив Даугавпилс | -                  |
| (II)          | -             | -             | 1,789 Ванда   | -                   | 1,833 Ванда     | -                | -                | -                    | -                    | -                    | -                 | -                  | -                          | 2,015 Колеяж Ополе |
| Флаг Украины  | -             | -             | 1,667 Турбина | -                   | -               | -                | -                | -                    | -                    | -                    | -                 | -                  | -                          | -                  |
| Флаг Германии | -             | -             | -             | -                   | 1,500 Брокштедт | -                | -                | 1,000 Ландсхут       | -                    | -                    | -                 | -                  | -                          | -                  |
| Флаг Дании    | -             | -             | -             | -                   | -               | 1,167 Гринстед   | -                | 1,800 Хольстебро     | 1,346 Хольстебро     | -                    | 1,792 Слангеруп   | 0,250 Слангеруп    | -                          | -                  |
| Флаг Швеции   | -             | -             | -             | -                   | -               | -                | -                | -                    | -                    | -                    | -                 | -                  | -                          | 0,200 Роспиггарна  |

| - Чемпионат России по спидвею среди юниоров: в личном зачёте до 19 лет — 1 место (2009, 2010) в личном зачёте до 21 года — 3 место (2009, 2010, 2011), 1 место (2012) в командном зачёте — 1 место (2007, 2009, 2011, 2012), 2 место (2008, 2010) в парном зачёте — 3 место (2007), 1 место (2008, 2010, 2012) - Чемпионат России по спидвею в личном зачёте — 1 место (2015, 2017, 2018, 2019), 2 место (2013, 2016) в командном зачёте — 1 место (2009, 2011, 2012, 2017), 2 место (2010, 2015, 2019, 2021), 3 место (2008, 2013, 2014, 2016, 2018) в парном зачёте — 1 место (2009, 2011, 2014—2018, 2021), 2 место (2013, 2019), 3 место (2012) | Достижения на международных соревнованиях Юниорские соревнования ЛЧЕЮ — 8 место в ½ финала (2008), 7 место в ½ финала (2010) КЧЕЮ — 3 место в ½ финала (2010), 1 место в ½ финала и неучастие в финале (2012) ЛЧМЮ — 12 место в полуфинале (2010), 13 место в полуфинале (2011) КЧМЮ — 1 место (2011) , 4 место (2012) Взрослые соревнования ЛЧЕ — 14 место в ½ финала (2010), 11 место в ½ финала (2014), 8 место в ½ финала (2015), 21 место (2016, принял участие в 1 этапе по дикой карте), 9 место (2017), 10 место (2018), 22 место (2019, принял участие в 1 этапе), 16 место (2020) ПЧЕ — 6 место (2016), 2 место (2017) КЕЧ — вне зачета (2011) ККМ — 9 место (2013), 12 место (2014), 7 место (2015), 6 место (2016), 3 место (2017) ЛЧМ — не участвовал Гран-При Челлендж 2011 — 12 место в ½ финала Гран-При Челлендж 2012 — 13 место в ¼ финала Гран-При Челлендж 2016 — 10 место в ¼ финала Гран-При Челлендж 2018 — 15 место Гран-При Челлендж 2019 — 12 место в ½ финала Гран-При Челлендж 2020 — 8 место в ½ финала |  |